# Артёмов, Николай Михайлович (физиолог)
Никола́й Миха́йлович Артёмов (11 [24] января 1908, Тула — 2 декабря 2005) — советский и российский физиолог, специалист по зоотоксинологии и апитерапии. Его называют основателем научной апитерапии, а также нижегородской (горьковской) школы зоотоксинологии. Доктор биологических наук (1969), почётный профессор Нижегородского государственного университета им. Н. И. Лобачевского. Почётный член Физиологического общества имени И. П. Павлова.

## Биография
Родился 11 (24) января 1908 года в Туле в мещанской семье. В 1926 году окончил школу и поступил на биологическое отделение физико-математического факультета МГУ.
Окончил кафедру физиологии животных биологического факультета МГУ (1931) по специальности «Физиология питания». Отработал год по распределению на кафедре кормления Института коневодства в Дивово (Рязанская область). Затем вернулся в Москву, где поступил на работу в НИИ экспериментальной эндокринологии Минздрава СССР. В 1936—41 годах по приглашению и под руководством X. С. Коштоянца работал в Институте эволюционной морфологии им. А. Н. Северцева АН СССР. В 1938 году защитил кандидатскую диссертацию по теме «антигормоны». После начала Великой Отечественной войны эвакуировался с институтом в окрестности озера Иссык-Куль.
В 1943 году прибыл в Горький (ныне Нижний Новгород) по приглашению декана биологического факультета А. Д. Некрасова, чтобы с октября возглавить кафедру физиологии и биохимии человека и животных Горьковского государственного университета им. Лобачевского (ныне Нижегородский госуниверситет). С 1960 года стал также научным руководителем лаборатории физиологии человека и животных, которой заведовал А. В. Зевеке. В 1969 году защитил в МГУ докторскую диссертацию «Физиологические основы действия на организм пчелиного яда». В 1970 году получил звание профессора. Руководил кафедрой, по разным данным до 1974 или 1976 года, после чего продолжил работать её профессором, а также активно занялся работой в области истории науки. С 1980 года профессор-консультант.
В 1969—1975 годах вице-президент постоянной комиссии по продуктам пчеловодства Апимондии. В 1971 году возглавлял впервые организованный на конгрессах Апимондии симпозиум по апитерапии — на XXIII конгрессе, проходившем в Москве.
В 1971—1976 годах председатель правления Горьковского отделения Всесоюзного физиологического общества имени И. П. Павлова.
Умер 2 декабря 2005 года. Похоронен на Красном кладбище.

## Научное наследие
Опубликовал около 200 научных статей (в том числе в соавторстве) и несколько монографий. Область научных интересов — зоотоксинология, эндокринология, сравнительная физиология, история физиологии. Сосредоточившись вначале на изучении пчелиного яда, затем он исследовал и другие яды животных. Научный руководитель более 10 диссертаций. Среди его учеников А. В. Зевеке, Ш. М. Омаров, В. Н. Крылов, Б. Н. Орлов, Д. Б. Гелашвили и многие другие.
Совместно с заведующим кафедрой хирургии 2-го Московского медицинского института профессором Г. П. Зайцевым и доцентом Порядиным принимал непосредственное участие в разработке «Инструкции по практическому применению пчелиного яда», утверждённой Ученым медицинским советом Министерства здравоохранения СССР (10 марта 1959). Под его руководством в ННГУ было разработано первое отечественное лекарственное средство с пчелиным ядом «Апифор».

## Награды
- Премия президиума Академии наук СССР за монографию  «Пчелиный яд, его физиологические свойства и терапевтическое применение», изданную в 1941 году[5].
- Почётный профессор Нижегородского государственного университета[12].
- Почётный член Всесоюзного физиологического общества с 1983 года.
- Соросовский профессор (1994)[5].
- Две бронзовые медали ВДНХ СССР за создание медицинских препаратов на основе пчелиного яда[3].

## Работы
- Коштоянц Хачатур Седракович / Артемов Н. М. // Конда — Кун. — М. : Советская энциклопедия, 1973. — С. 305. — (Большая советская энциклопедия : [в 30 т.] / гл. ред.  А. М. Прохоров ; 1969—1978, т. 13).
- Артемов H. М.; Лапин В. П. (фарм.). Пчелиниый яд // Большая медицинская энциклопедия : в 30 т. / гл. ред. Б. В. Петровский. — 3-е изд. — М. : Советская энциклопедия, 1983. — Т. 21 : Преднизолон — Растворимость. — С. 418—419. — 560 с. : ил.
- Артемов Н. М., Соловьева О. Ф. Об атропиноподобном действии пчелиного яда // Бюлл. экспер. биол. и мед. 1939. № 5. С. 446—449.
- Артемов Н. М. Пчелиный яд, его физиологические свойства и терапевтическое применение. Москва; Ленинград: Изд-во АН СССР, 1941.
- Артемов Н. М., Калинина Т. Е., Михайлова Я. В. Влияние пчелиного яда на морфологический состав крови млекопитающих // Ученые зап. Горьк. ун-т, 1951. С. 53—87.
- Артемов Н. М. Пчелиный яд и его лечебное действие // «Пчеловодство» № 7, 1960.
- Артемов Н. М., Побережская Т. И., Сергеева Л. И. Холинолитические свойства пчелиного яда и его ганглиоблокирующее действие // Проблемы эволюции функций и энзимохимии процессов возбуждения. М., 1961. С. 7—16.
- Артемов Н. М. Биологические основы лечебного применения пчелиного яда. — В сб.: Пчелы в сельском хозяйстве и медицине. Уч. записки Горьковского гос. ун-та, 1962. Вып. 55. Сер. биол. С. 162—216.
- Артемов Н. М., Зевеке А. В. Физиологический анализ гипотензивного действия пчелиного яда // Уч. зап. Горьк. ун-та. Сер. биол. Горький, 1967. Вып. 82. С. 25-47.
- Новые данные к обоснованию лечебного применения пчелиного яда / Н.М. Артёмов, Б.Н. Орлов // Апиакта. 1968. - № 3.
- Артемов Н. М. Физиологические основы действия на организм пчелиного яда. Доклад, представленный на соискание ученой степени д. б. н. Горький, 1969. 56 с.
- Н. М. Артёмов, Д. А. Сахаров. Хачатур Седракович Коштоянц, 1900-1961 / Отв. ред. Т. М. Турпаев. - М. : Наука, 1986. - 219, [2] с. - (Научно-биографическая сер.)
- Артемов Н. М. История разгрома и возрождения биологии в СССР (по поводу книги: В. Сойфер. Власть и наука. - М.: Лазурь, 1993) // Журнал общей биологии. Т. 57. 1993. № 3. С. 389-398.
- Артемов Н. М., Калинина Т. Е. Сергей Сергеевич Четвериков, 1880—1959. М., 1994. 160 с.